# 戸田利兵衛
初代 戸田利兵衛（とだ りへい、1852年12月28日 - 1920年7月5日）は建築家、戸田方（現：戸田建設）の創業者。

## 来歴・人物
京都府出身。工匠（大工）の四男として生まれる。宮大工の修業をつみ、1881年、東京・赤坂で戸田方として建設請負業を始める。一時東京を離れるが1898年に再上京し、職人の街である京橋区大鋸町（現：京橋）に社屋兼住宅を構え、1900年には当時の法曹界の第一人者・梅謙次郎博士邸をはじめ新しい得意先を開拓した。
1908年、「戸田方」から「戸田組」と名称を変更し、組織も幹部制を採用するなど近代化に努める。工事の方も早くから、鉄骨造や鉄筋コンクリート造に取り組み、今なお東京・三田の高台にゴシック様式の秀麗な姿を見せている慶應義塾大学創立50周年記念図書館や村井銀行本店など近代建築史上にも残される名建築を手掛ける。また、1910年ロンドンで開催された日英博覧会工事を受注、初代戸田利兵衛以下、組員、下職が渡航し大きな成功を収めた。
初代戸田利兵衛には子供がいなかったため、当時の建築界の第一人者であった中條精一郎に相談し、1913年に東京帝国大学卒の富田繁秋を戸田家の養嗣子として迎えた。
1920年7月5日69歳の生涯を閉じ、同年10月、富田繁秋は二代戸田利兵衛を襲名、戸田組の新指導者の座についた。墓所は多磨霊園。